# Rugelach

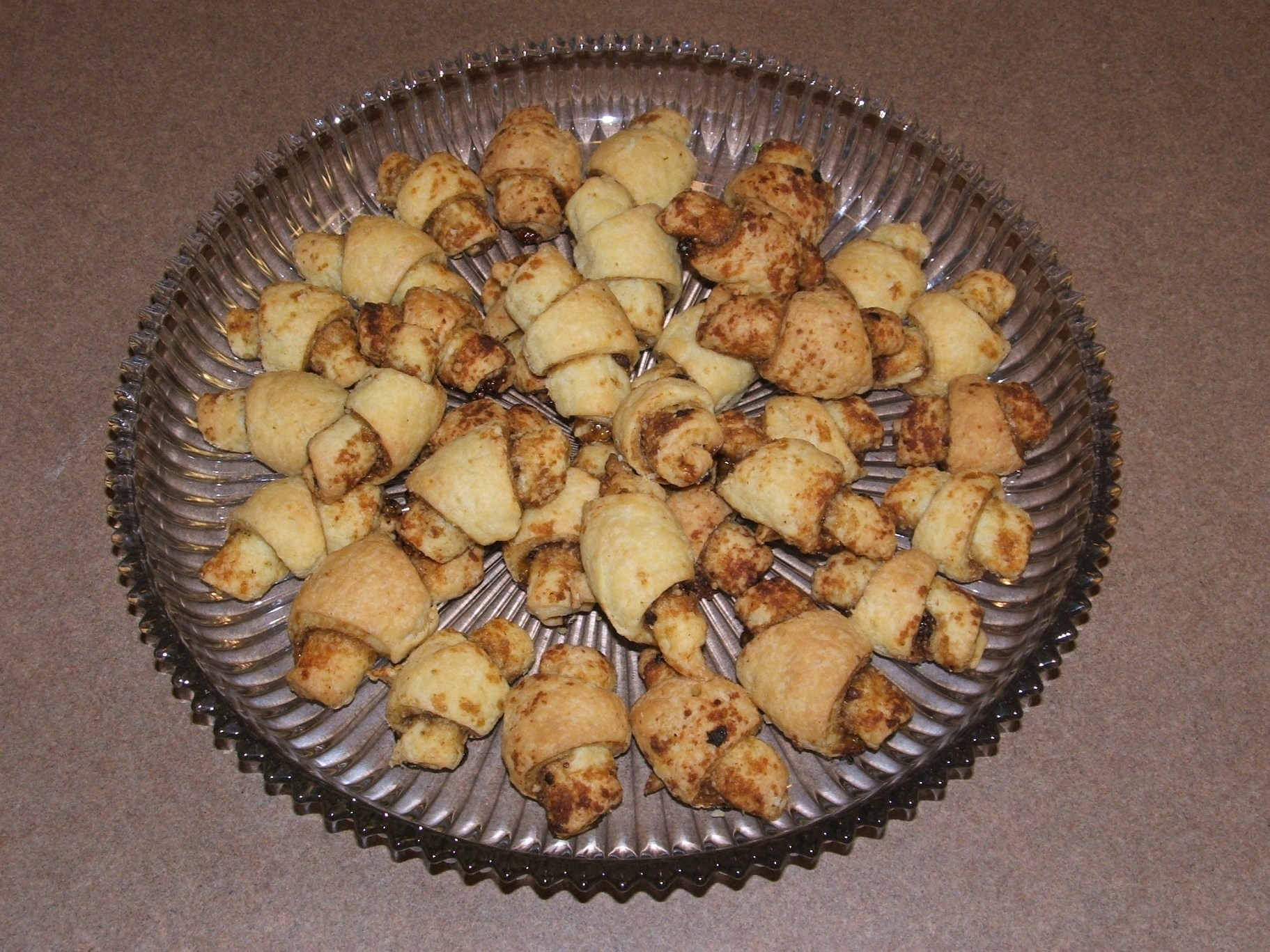
Piatto di Rugelach

I rugelach (in yiddish: ראָגעלעך, rogelech o רוגעלעך, rugelech; in ebraico  רוגאלך, רוגלך‎?, rógalach, oppure רוגלית, roglìt) sono un dolce tipico della cucina ebraica di origine aschenazita.
I rugelach tradizionali hanno la forma simile a quella di un cornetto, fatto con pasta arrotolata intorno ad un ripieno. Alcune fonti ne attribuiscono la medesima origine viennese, commemorativa della battaglia di Vienna del 1683; tuttavia, tale fatto rimane soltanto una leggenda, in quanto il Rugelach e il Kipferl (o Kipfel), il suo ipotetico predecessore, sono antecedenti all'era moderna, mentre il croissant come lo conosciamo oggi è stato introdotto soltanto nel XIX secolo.

## Etimologia
Fedele alle sue origini, il nome viene dallo yiddish: il finale ach (ך) indica il plurale, mentre la particella el (ל) indica un diminutivo; la radice rug del nome significa "rigirato" oppure "rivoltato", in riferimento alla forma di questi dolci. La traduzione finale può quindi essere "involtini dolci".
Alternativamente, si può intendere la radice come rugel che in ebraico significa "reale" (riferito al gusto); tuttavia, tale ipotesi è in contrasto con l'equivalente yiddish della parola "reale" stessa, ovvero "keniglich".

## Ingredienti
I Rugelach sono preparati con una pasta di panna acida (ricetta tradizionale), o, alternativamente di formaggio cremoso (più recente, probabilmente introdotto da Ebrei Americani); esistono anche versioni prive di derivati del latte, tale da far sì che il dolce possa esser consumato insieme o dopo un pasto di carne e rispettare le regole kosher di tradizione Ebraica. Il ripieno può variare: uvetta, cioccolato, nocciole, marzapane, cannella o frutta candita.

## Cultura di massa
Parte della tradizione popolare ebraica, si consumano in ogni periodo dell'anno, in ogni giorno della settimana, incluso il Sabato.